# Костобобровка
Костобо́бровка — посёлок в Дмитровском районе Орловской области. Входит в состав Соломинского сельского поселения. 

## География
Расположен в 12 км к северо-востоку от Дмитровска на южной окраине урочища Клягинский Лес. Высота над уровнем моря 225 м. Ближайший населённый пункт — посёлок Васильевка. Между Васильевкой и Костобобровкой расположен пруд на ручье — притоке Неруссы.

## История
Первыми жителями Костобобровки были, в основном, переселенцы из села Столбище. Также сюда переезжали жители других окрестных селений. В 1926 году здесь было 23 двора, проживало 144 человека (78 мужского пола и 66 женского). В то время Костобобровка была товариществом по обработке земли и входила в состав Лубянского сельсовета Лубянской волости Дмитровского уезда. Позднее передана в Столбищенский сельсовет. С 1928 года в составе Дмитровского района. В 1937 году в Костобобровке был 31 двор. В 1930—1940-е годы крестьянские хозяйства посёлка входили в состав колхоза «Верхненерусский». Во время Великой Отечественной войны, с октября 1941 года по август 1943 года, посёлок находился в зоне немецко-фашистской оккупации. В послевоенные годы Костобобровка была передана из Столбищенского сельсовета в Соломинский сельсовет.

## Население
| 1926 | 1979 | 2002 | 2010 |
| ---- | ---- | ---- | ---- |
| 144  | ↘45  | ↘11  | ↘1   |

## База отдыха
В посёлке находится муниципальная база отдыха «Костобобровка».